# 12 décembre 2007
Le mercredi 12 décembre 2007 est le 346e jour de l'année 2007.

## Décès
- Alfons Maria Stickler (né le 23 août 1910), prélat catholique
- Bernard Eastlund (né en 1938), physicien américain
- François el-Hajj (né le 28 juillet 1953), général libanais
- Guy Le Borgne (né le 6 janvier 1920), général de corps d'armée de l'armée de terre française.
- Hans Hansen (né le 13 février 1926), journaliste et dirigeant sportif allemand
- Helmut Sadlowski (né le 18 mars 1929), footballeur allemand
- Ike Turner (né le 5 novembre 1931), musicien américain
- Iouli Vorontsov (né le 7 octobre 1929), diplomate soviétique puis russe
- Rosemarie Koczy (née le 5 mars 1939), artiste allemande
- Shinkichi Etō (né le 16 novembre 1923), politologue japonais

## Événements
- Sortie de la chanson Amazing
- Fin de la bataille de Musa Qala
- Sortie du jeu vidéo : Contra 4
- Sortie du single Lose Your Mind
- Entrée en service du tramway de Seattle